# Karl von und zu Franckenstein
Karl Borromäus Vincenz Franz Freiherr von und zu Franckenstein (* 22. Januar 1831 in Frankfurt-Sachsenhausen; † 2. Februar 1898 in Wien) war ein österreichischer Diplomat und Gesandter. Franckenstein war Botschafter Österreich-Ungarns im Königreich Sachsen und im Königreich Dänemark. Er wurde 1889 von Kaiser Franz Joseph I. zum Mitglied des Herrenhauses auf Lebenszeit ernannt.

## Leben

### Familie
Karl Borromeus Vincenz Franz Freiherr von und zu Franckenstein entstammte dem alten, ursprünglich fränkischen Adelsgeschlecht von Frankenstein. Angehörige der Familie erhielten im Januar 1670 den Reichsfreiherrenstand und im Februar 1813 eine Immatrikulation bei der Freiherrenklasse im Königreich Bayern. Sie gehörten zu den erblichen Reichsräten der Krone Bayerns.
Sein Vater Georg Karl Freiherr von und zu Franckenstein (* 16. Juli 1798 in Würzburg; † 23. April 1845 in München) wurde kaiserlich österreichischer Kämmerer und bayerischer Reichsrat. Er heiratete am 17. August 1824 die Gräfin Leopoldine Apponyi von Nagy-Appony (* 26. Oktober 1804 in Pressburg; † 8. Februar 1870 in München). Karl war der jüngste Sohn des Paares, er hatte noch zwei Brüder. Georg Arbogast von und zu Franckenstein, der Erstgeborene, wurde Mitglied und Erster Vizepräsident des Deutschen Reichstags für die Zentrumspartei. Dessen Söhne Moritz und Johann Karl waren ebenfalls Mitglieder des Reichstages.

### Beruflicher Werdegang
Franckenstein studierte von 1848 bis 1849 zunächst Philosophie und von 1849 bis 1853 Rechtswissenschaften an der Universität München. Er trat in den diplomatischen Dienst des Kaisertums Österreich ein und wurde 1855 Gesandtschaftsattaché in Berlin bei der österreichischen Botschaft in Preußen. Bereits ein Jahr später wechselte  er als solcher nach London, an die österreichische Botschaft im Vereinigten Königreich. 1858 wurde er österreichischer Legationssekretär in Bern in der Schweiz und war zwei Jahre später in selber Funktion in Sankt Petersburg im Russischen Kaiserreich.
1864 arbeitete Franckenstein bei Alois Kübeck von Kübau, dem österreichischen Bundespräsidialgesandten der Bundesversammlung des Deutschen Bundes in Frankfurt am Main. Im Januar 1866 ernannte man ihn zum Geschäftsträger bei der österreichischen Botschaft in Kopenhagen und 1868 zum Legationsrat in Washington. Im Januar 1872 erfolgte seine Ernennung zum Gesandten und Bevollmächtigten Minister in Dresden, bei der österreichischen Botschaft im Königreich Sachsen die auch für die sächsischen Herzogtümer, für Anhalt und die Fürstentümer Reuss und Schwarzburg im Deutschen Reich zuständig war. Von Januar 1880 bis September 1888 war er Gesandter in Kopenhagen im Königreich Dänemark. Zum Ende des Jahres 1888 erfolgte seine Disponibilität, zwei Jahre später trat er in den Ruhestand.
Karl von und zu Franckenstein starb am 2. Februar 1898 Früh um 1 Uhr, im Alter von 67 Jahren, in Wien. Die Einsegnung erfolgte am 4. Februar in der Kirche am Hof in Wien, im Anschluss wurde er unter großer Anteilnahme nach Bayern überführt und in der Familiengruft in Ullstadt beigesetzt. Das Schloss Ullstadt ist bis heute im Besitz der Familie von Franckenstein.

### Ehrungen und Mitgliedschaften
Franckenstein war Inhaber zahlreicher Auszeichnungen. 1868 erhielt er das Ritterkreuz des österreichischen Leopold-Ordens und 1896 wurde er mit dem Ritterkreuz 1. Klasse des österreichischen Ordens der Eisernen Krone ausgezeichnet. Er war außerdem Träger des dänischen Dannebrogordens, des russischen Sankt-Stanislaus-Ordens 2. Klasse und des preußischen Roten Adlerordens 2. Klasse sowie Träger des Großkreuzes des sächsischen Albrechts-Ordens, des sachsen-weimar-eisenacher Hausordens vom Weißen Falken und des sachsen-ernestinischen Hausordens.
1885, während seiner Zeit als Botschafter in Kopenhagen, erfolgte seine Ernennung zum Geheimrat mit dem Titel Exzellenz. Am 2. Januar 1889 berief ihn Kaiser Franz Joseph I. zum Mitglied im Herrenhauses des Österreichischen Reichsrates auf Lebenszeit. Von 1894 bis 1896 war er Präsident des Wiener Wohltätigkeitsvereins für Hausarme.

### Ehe und Nachkommen
Karl von und zu Franckenstein heiratete am 29. Dezember 1872 in Wiesentheid Elma Sophie Maria (* 20. Mai 1841 in Würzburg; † 18. September 1884 in Wiesentheid), eine geborene Gräfin von Schönborn-Wiesentheid und Tochter des bayerischen Reichsrates Clemens August von Schönborn-Wiesentheid. Das Paar hatte drei Kinder, eine Tochter und zwei Söhne.
Der älteste Sohn Clemens von Franckenstein wurde ein bedeutender Komponist, er war der letzte Generalintendant des königlich bayerischen Hof- und Nationaltheaters. Der jüngste Sohn Georg Albert von und zu Franckenstein wurde wie sein Vater österreichischer Diplomat und Botschafter. Die einzige Tochter Leopoldine Irene Elma Maria (* 21. Juni 1874; † 1918) heiratete 1913 den österreichischen Industriellen und Rittmeister Gustav Hermann von Passavant (7. Februar 1872 in Frankfurt am Main; † 7. Dezember 1958 in Wien).